# Gege, Eswatini
Gege là một thị trấn ở vùng Shiselweni, miền nam Eswatini.
Nó nằm gần biên giới với Nam Phi, trên đường MR13.